# Ausztrália űrkutatása
Ausztrália űrkutatása. brit támogatással indult. Angol kérésre alakítottak ki rakétakilövő bázist, amelyet közösen üzemeltettek. Angol és amerikai támogatásra indult meg a hazai űrtechnológia alkalmazása. Felismerték, hogy az ország egyes területeit össze kell kötni az információ (rádió, televízió, telex, fax, internet) gyors áramlásának biztosítására.

## Története
A 2. világháború után a brit kormány felismerte, hogy szüksége van egy rakétabázisra, ahol  nagy hatótávolságú rakéták tesztelését végezhetik. 1947. április 1-jén megszületett a brit-ausztrál együttműködési megállapodás.
A nemzeti rakétakutatás, űrkutatás fejlesztése érdekében szoros együttműködés alakult ki az angol, az amerikai és az izraeli, később a szovjet-orosz űrkutatási szervezetekkel.
Az űrkutatási programot az Ausztráliai Űrkutatási Intézet (ASRI – Australian Space Research Institute) irányítja.

## Woomera rakétaközpont
1947. április 24-én Dél-Ausztrália területén, Woomera város közelében kijelölték a  Woomera Missile Range rakétaközpontot. A megépült rakétabázison rakétakísérleteket, illetve rakéták segítségével az ionoszféra felső rétegét illetve csillagászati röntgenforrásokat tanulmányoztak.
A központ jelentősen hozzájárult a rakétatechnikai kísérletekhez. Itt végezték az angol Black Arrow tesztelését, majd innen indult az első angol műhold a Prospero. Itt hajtották végre az ESRO Europa rakéta (European Launcher Development Organisation – ELDO) kísérleteit. A NASA egy amerikai-brit-ausztrál megállapodás alapján rakétakísérletek céljából rendelkezésre bocsátotta a  Redstone rakétát. A Redstone ausztrál nevével, a Sparta rakétával indították az első, saját építésű műholdat.

## Műholdja
Wresat–1 műhold fellövésével Ausztrália lett a Szovjetunió, az USA és Franciaország után a 4. nemzet, amely saját rakétával juttatott műholdat a világűrbe.

## Emberes űrrepülés
Az amerikai Space Shuttle űrrepülőgép programban több ausztrál nemzetiségű (születési hely) űrhajós (specialista) teljesített szolgálatot. Legfőbb szakmai területük a meteorológia és az óceán kutatás.

## Kutatási programok
Az ausztrál űrkutatási program az űrkutatással kapcsolatos kutatási, oktatási és innovációs tevékenységet támogatja.
Az ausztrál űrkutatási program
- űreszközök (űrtechnikai eszközök) tervezése, építése, tesztelése, telepítése
  - világűrben való üzemelés,
  - visszatérési követelmények teljesítése,
  - mérési és információ szolgáltatások teljesítése,
- alkalmazási területekhez kapcsolódó eszközök tervezése, építése, tesztelése, telepítése
- jogszabályok, szerződések, együttműködések (jogi, igazgatási, tanácsadói),
- tervezési, építési, tesztelési környezet (intézményi, műszaki háttér) biztosítása.

Az űrkutatási program nem tartalmazza az önálló csillagászati, asztrofizikai és kozmológiai (emberes űrrepülés) tevékenységet.
Legfőbb támogatási programok 
1. helyi (országos) közoktatás-fejlesztése,
2. helyi (országos) tudományos és innovációk fejlesztése,

## Külső hivatkozások
- Ausztrália űrkutatása. astronautix.com. (Hozzáférés: 2014. április 6.)
- Ausztrália űrkutatása. gov.au. [2014. április 8-i dátummal az eredetiből archiválva]. (Hozzáférés: 2014. április 6.)